# Don Quichotte (film, 1933)
Pour les articles homonymes, voir Don Quichotte (homonymie).
Pour plus de détails, voir Fiche technique et Distribution.
Don Quichotte est un film franco-britannique réalisé par Georg Wilhelm Pabst, sorti en 1933. Il existe deux autres versions de ce film, allemande et anglaise, tournées en simultané et de durée différente.

## Synopsis
Hidalgo Alonso Quejano, ayant lu des romans chevaleresques, décide de devenir lui-même un chevalier et de partir à l'aventure. Accompagné de Sancho Panza, qui lui sert d'écuyer, il va accomplir ce qu'il prend comme des exploits pour la défense des défavorisés et pour la gloire de sa dulcinée. Mais ces exploits s'avèrent être des actes insensés et ridicules et malgré le fait que les gens se moquent de lui et le battent, Don Quichotte conserve la foi en la justice et la gentillesse humaine innée.

## Fiche technique
- Titre original : Don Quichotte
- Titre anglais : Don Quixote
- Réalisateur : Georg Wilhelm Pabst, assisté par Jean de Limur et John Farrow
- Scénariste :  Georg Wilhelm Pabst et Paul Morand d'après El ingenioso hidalgo Don Quijote de la Mancha de Cervantes
- Dialogues : Alexandre Arnoux
- Costumes : Max Pretzfelder
- Ombres chinoises : Lotte Reiniger
- Musique originale : Jacques Ibert
- Photographie : Nicolas Farkas, Paul Portier
- Montage : Jean Oser
- Pays du tournage : France
- Production : Constantin Geftman pour Vandor-Film, Paris
- Couleur : noir et blanc
- Genre : Drame
- Durée : 82 min
- Pays :  France,  Royaume-Uni
- Dates de sortie :
  - Belgique : 16 mars 1933
  - France : 7 avril 1933

## Distribution

### Version française
- Fédor Chaliapine : Don Quichotte
- Dorville : Sancho Panza
- Mady Berry : Femme de Sancho
- Renée Valliers : Dulcinée
- Mireille Balin : la nièce de Don Quichotte
- René Donnio : Carrasco
- Jean de Limur : le duc
- Arlette Marchal : la duchesse
- Génica Athanasiou : la servante d'auberge (comme Génica Anet)
- Vladimir Sokoloff : le roi des Gitans
- Charles Martinelli : le chef des gendarmes
- Charles Léger : le prêtre
- Léon Larive : l'aubergiste
- Pierre Labry : l'autre aubergiste

### Version anglaise
- Feodor Chaliapin : Don Quixote
- George Robey : Sancho Panza
- René Donnio : Carrasco (comme Donnio)
- Renée Valliers : Dulcinea
- Emily Fitzroy : la femme de Sancho Panza
- Sidney Fox : Maria, la nièce du duc
- Miles Mander : le duc de Fallanga
- Wally Patch : le roi des Gitans
- Oscar Asche : le chef des gendarmes
- Lydia Sherwood : la duchesse de Fallanga
- Frank Stanmore : le prêtre

### Musique du film
La musique du film est due à Jacques Ibert, mais, en fait, plusieurs compositeurs furent sollicités avant le choix définitif du compositeur : Manuel de Falla qui refusa le 25 février 1932, Alexandre Gretchaninov, Maurice Ravel, Darius Milhaud, Marcel Delannoy.

« Les mœurs cinématographiques sont singulières. Après avoir pressenti Falla, puis Ravel, puis Gretchaninov, puis moi-même, puis bien d’autres, puis de nouveau Ravel, ce fut Ibert qui fit la musique de ce film avec son habileté coutumière. Mais Ravel avait un contrat et avait déjà travaillé. »

Maurice Ravel, qui s'était vu commander trois chansons espagnoles, en juin 1932 avant que la société productrice du film ne résilie le contrat en septembre 1932, décida d'assigner la société devant le Tribunal de Commerce de Paris en novembre 1932,. Les trois chansons furent données en concert et publiées aux Éditions Durand sous le titre de Don Quichotte à Dulcinée en décembre 1934.

## Autour du film
Il s'agit de l’adaptation du chef-d’œuvre de Miguel de Cervantes en un récit bien entendu plus condensé, qui montre de sensibles différences dramaturgiques avec le roman original : Pabst fait mourir son héros à la fin et Dulcinée se montre « démoniaque ».